# Michel Pascal (compositeur)
Pour les articles homonymes, voir Michel Pascal.
Ne doit pas être confondu avec Michel Pascal (chanteur).
Michel Pascal, né le 12 octobre 1958 à Avignon, est un compositeur français.

## Biographie
Pianiste de formation, Michel Pascal étudie au conservatoire et à l’université d'Aix-en-Provence, au conservatoire de Marseille avec Marcel Frémiot ainsi qu’au conservatoire de Paris dans la classe de Guy Reibel. Il fait des stages au GRM et à l'Ircam et devient l'assistant de Jean-Étienne Marie de 1984 à 1987.
Au CIRM de Nice, Pascal Gobin (guitare), Paul Sauvanet (clavier), Alex Grillo (vibraphone) et Michel Pascal (clavier) créent le « Studio instrumental », une formation qui cherche à associer les instruments acoustiques aux techniques de l'électronique instrumentale.
Il enseigne la composition de musique électroacoustique au conservatoire de Nice.

## Discographie
- Nausicaā, bande originale de l'exposition du Centre national de la mer, avec Michel Redolfi et Luc Martinez, CIRM, 1991
- Puzzle, INA-GRM, 2000